# (590) Tomyris
(590) Tomyris est un astéroïde de la ceinture principale découvert par Max Wolf le 4 mars 1906.
Il a été ainsi baptisé en référence à Tomyris, reine légendaire des Massagètes.